# II. Fjodor orosz cár
II. Fjodor (1589 – 1605. június 10.) orosz cár 1605 áprilisától haláláig.

## Élete
Borisz Godunov fiaként kitűnő nevelést kapott, és jól tájékozódott az államügyekben. Édesapja váratlan halála után lépett a trónra, uralkodásának törvényességét azonban kétségbe vonta egy, a néhai IV. Iván fiatalon meghalt Dmitrij fiának magát kiadó ember („I. Ál-Dmitrij”). Miután Fjodor hadseregének parancsnoka átállt a trónkövetelő oldalára, Fjodor édesanyja, hogy mentse a helyzetet, megpróbálta magához ragadni a hatalmat. A bojárok azonban felkelést szítottak, és fellázították a moszkvai csőcseléket, hogy gyilkolja meg Fjodort és az édesanyját. A trónkövetelő ezután bevonult Moszkvába, és elfoglalta a cári trónt.